# Aleksandr Korotayev
Aleksandr Stanislavovich Korotayev (tiếng Nga: Александр Станиславович Коротаев; sinh ngày 15 tháng 7 năm 1992) là một cầu thủ bóng đá người Nga. Anh thi đấu cho F.K. Rotor Volgograd.